# جوي فورمان
جوي فورمان (بالإنجليزية: Joey Forman)‏ مواليد 18 نوفمبر 1929 في فيلادلفيا - الوفاة 9 ديسمبر 1982 في لوس أنجلوس، هو ممثل أمريكي بدأ مسيرته الفنية سنة 1954. من أعماله نيويورك، نيويورك. امتدت مسيرته الفنية لأكثر من 28 عاما.

## روابط خارجية
- جوي فورمان على موقع IMDb (الإنجليزية)
- جوي فورمان على موقع ميوزك برينز (الإنجليزية)
- جوي فورمان على موقع ديسكوغز (الإنجليزية)
- جوي فورمان على موقع قاعدة بيانات الفيلم (الإنجليزية)